# Dino Halilović
Dino Halilović (Zagabria, 8 febbraio 1998) è un calciatore croato, centrocampista svincolato.

## Biografia
È figlio di Sejad e fratello minore di Alen Halilović, a loro volta calciatori.

## Carriera
Cresciuto nel settore giovanile della Dinamo Zagabria, nel febbraio del 2016, dopo un periodo di prova con il Barcellona, viene tesserato dall'Udinese. Il 28 giugno 2017, dopo una stagione e mezza disputata con la formazione Primavera dei friulani, fa ritorno in Croazia, venendo tesserato dall'Istria 1961.
Il 19 giugno 2018 viene ceduto alla Lokomotiva Zagabria. Il 25 gennaio 2019 passa in prestito fino al termine della stagione al Rudeš.

## Statistiche

### Presenze e reti nei club
Statistiche aggiornate all'8 gennaio 2021.
| Stagione             | Squadra              | Campionato           | Campionato | Campionato | Coppe nazionali | Coppe nazionali | Coppe nazionali | Coppe continentali | Coppe continentali | Coppe continentali | Altre coppe | Altre coppe | Altre coppe | Totale | Totale |
| Stagione             | Squadra              | Comp                 | Pres       | Reti       | Comp            | Pres            | Reti            | Comp               | Pres               | Reti               | Comp        | Pres        | Reti        | Pres   | Reti   |
| -------------------- | -------------------- | -------------------- | ---------- | ---------- | --------------- | --------------- | --------------- | ------------------ | ------------------ | ------------------ | ----------- | ----------- | ----------- | ------ | ------ |
| 2017-2018            | Istria 1961          | 1. HNL               | 24+2       | 0          | CC              | 3               | 2               | -                  | -                  | -                  | -           | -           | -           | 29     | 2      |
| 2018-gen. 2019       | Lok. Zagabria        | 1. HNL               | 8          | 1          | CC              | 3               | 0               | -                  | -                  | -                  | -           | -           | -           | 11     | 1      |
| gen.-giu. 2019       | Rudeš                | 1. HNL               | 16         | 0          | CC              | -               | -               | -                  | -                  | -                  | -           | -           | -           | 16     | 0      |
| 2019-2020            | Lok. Zagabria        | 1. HNL               | 21         | 1          | CC              | 3               | 1               | -                  | -                  | -                  | -           | -           | -           | 24     | 2      |
| ago.-sett. 2020      | Lok. Zagabria        | 1. HNL               | 2          | 1          | CC              | 0               | 0               | UCL                | 1                  | -                  | -           | -           | -           | 3      | 1      |
| Totale Lok. Zagabria | Totale Lok. Zagabria | Totale Lok. Zagabria | 31         | 3          |                 | 6               | 1               |                    | 1                  | 0                  |             | -           | -           | 38     | 4      |
| sett. 2020-2021      | Istria 1961          | 1. HNL               | 6          | 0          | CC              | 1               | 0               | -                  | -                  | -                  | -           | -           | -           | 7      | 0      |
| Totale Istria 1961   | Totale Istria 1961   | Totale Istria 1961   | 30+2       | 0          |                 | 4               | 2               |                    | -                  | -                  |             | -           | -           | 36     | 2      |
| Totale carriera      | Totale carriera      | Totale carriera      | 77+2       | 3          |                 | 11              | 3               |                    | 1                  | 0                  |             | -           | -           | 91     | 6      |